# Elbuntu
Elbuntu (dawniej: Ebuntu) – dystrybucja Linuksa oparta na Ubuntu, z Enlightenment jako domyślnym menadżerem okien. Obecnie jest dostępna tylko jako Live CD w postaci obrazów ISO. Instalator systemu jest w fazie tworzenia.
Dla oszczędności rozmiaru obrazów ISO twórcy dystrybucji zastąpili pakiety OpenOffice.org oraz Evolution – standardowo znajdujące się w instalacji Ubuntu – programami AbiWord, Gnumeric oraz Sylpheed Claws.